# Fluoruro de estaño(IV)
El fluoruro de estaño(IV), es un compuesto químico de estaño y flúor con la fórmula química {\displaystyle {\ce {SNF4}}} Se trata de un sólido blanco con un punto de fusión por encima de 700 °C.

## Preparación
El fluoruro de estaño(IV) se puede preparar por la reacción de estaño metálico con gas flúor:
{\displaystyle {\ce {Sn+2F2-> SnF4}}}
En esta reacción se creará una capa de fluoruro metálico pasivante y la superficie acabará siendo poco reactiva. Una síntesis alternativa es la reacción del {\displaystyle {\ce {SnCl4}}}  con fluoruro de hidrógeno anhidro:
{\displaystyle {\ce {SnCl4 + 4HF -> SNF4 + 4HCl}}}
Con fluoruros de metales alcalinos (por ejemplo,KF) se producen hexafluorostanatos (por ejemplo, K2SnF6), que contienen el anión octaédrico SnF62− . El SnF4 se comporta como un ácido de Lewis y se han producido los aductos L2-SnF4 y L-SnF4

## Estructura
A diferencia de los otros tetrahaluros de estaño, el cloruro de estaño (IV), el bromuro de estaño (IV) y el yoduro de estaño (IV), que contienen estaño coordinado tetraédricamente, el fluoruro de estaño (IV) contiene capas planas de estaño coordinado octaédricamente, donde los octaedros comparten cuatro esquinas y hay dos átomos de flúor terminales, no compartidos, trans entre sí. El punto de fusión del SnF4 es mucho más alto (700 °C) que el de los otros haluros de estaño (IV), que tienen un punto de fusión relativamente bajo (SnCl4, -33,3 °C; SnBr4, 31 °C; SnI4, 144 °C). La estructura también puede contrastarse con los tetrafluoruros de los miembros más ligeros del grupo 14, (CF4, SiF4 y GeF4) que en estado sólido forman cristales moleculares.

## Usos
Las aplicaciones comerciales del compuesto incluyen el uso de  {\displaystyle {\ce {SNF4}}} en la pasta dental para prevenir la caries.